# Aneta Pawłowska
Aneta Joanna Pawłowska – polska historyk sztuki, doktor habilitowany nauk humanistycznych o specjalności historia najnowsza, historia i kultura Afryki, profesor nadzwyczajny Uniwersytetu Łódzkiego.

## Życiorys
Jest absolwentką Instytutu Historii Sztuki Uniwersytetu Warszawskiego. Pracę magisterską Henryk Weyssenhoff (1859–1922) – próba monografii napisała pod kierunkiem prof. Tadeusza S. Jaroszewskiego.
Od 1999 roku jest zatrudniona na Uniwersytecie Łódzkim. Stopień doktora nauk humanistycznych w zakresie historii uzyskała na Wydziale Filozoficzno-Historycznym Uniwersytetu Łódzkiego w 2000 roku za pracę Monografia grupy warszawskich artystów Pro Arte (1922–1932), napisaną pod kierunkiem prof. Wandy Nowakowskiej. Rozprawę habilitacyjną Sztuka i kultura Afryki Południowej. W poszukiwaniu tożsamości artystycznej na tle przekształceń historycznych obroniła w 2014 roku. W 2016 roku otrzymała stanowisko profesora nadzwyczajnego Uniwersytetu Łódzkiego.
W Katedrze Historii Sztuki Uniwersytetu Łódzkiego wykłada przedmioty z zakresu historii malarstwa i rzeźby powszechnej oraz polskiej w XX wieku. Prowadzi również zajęcia dotyczące sztuki Subsaharyjskiej, muzealnictwa, seminaria i proseminaria. W ramach programu Erasmus przedstawiła cykle wykładów:
- European Visual Arts in the late 19th and early 20th centuries (University of Eastern Finland, 2015).
- Contemporary  Art in South Africa. The Past and Present in Gender Art of South Africa (University of West Bohemia, 2015).
- Introduction to Africa and the Study of African Art and Aesthetics (University of West Bohemia, 2016).
- Sources and Historical Inspirations in Modern Art (Universidade de Santiago de Compostela, 2016).

Zainteresowania naukowe koncentruje wokół historii sztuki polskiej XIX i XX wieku, sztuki i kultury Afryki Subsaharyjskiej. W latach 2001–2004 przebywała w Johannesburgu (RPA). Prowadzi badania dotyczące audiodeskrypcji dzieł sztuki, czyli tworzenia opisów obiektów artystycznych dostosowanych do potrzeb i możliwości percepcyjnych osób niewidomych.

## Nagrody
- Nagroda Rektora UŁ Zespołowa I stopnia za publikację European Culture: Unity in Diversity, Cambridge Scholars, Newcastle 2011 (2012).
- Nagroda Rektora UŁ II stopnia za publikację Sztuka i kultura Afryki Południowej, Wydawnictwo Uniwersytetu Łódzkiego, Łódź 2013 (2014).
- Odznaka Ministra Kultury i Dziedzictwa Narodowego „Zasłużony dla Kultury Polskiej” (2015).
- Nagroda Rektora UŁ Zespołowa I stopnia za publikację Audiodeskrypcja dzieł sztuki – metody, problemy, przykłady, Wydawnictwo Uniwersytetu Łódzkiego, Łódź 2016 (2017)[6].
- Nagroda naukowa LUMEN 2017 (Leaders in University Management) w kategorii Specjalnej dla kierowanego przez Anetę Pawłowską projektu Usłyszeć obraz. Audiodeskrypcja dzieł sztuki w łódzkich muzeach  jako czynnik kreujący i kształtujący relacje pomiędzy działalnością  naukową i dydaktyczną Uniwersytetu Łódzkiego a interesariuszami zewnętrznymi (instytucjami kultury, organizacjami pozarządowymi, społecznością lokalną, przedstawicielami biznesu)[7].

## Pełnione funkcje
- Członek Polskiego Towarzystwa Afrykanistycznego (od 2005).
- Członek Założyciel – pełnomocnik ds. badań nad sztuką Afryki oraz innych pozaeuropejskich kręgów kulturowych Polskiego Stowarzyszenia Sztuki Orientu w Warszawie (od 2006).
- Członek Zarządu – pełnomocnik ds. badań nad sztuką Afryki w Polskim Instytucie Studiów nad Sztuką Świata (od 2011)[8].
- Rzeczoznawca Ministra Kultury i Dziedzictwa Narodowego w zakresie malarstwa polskiego i powszechnego XIX-XXI wieku ze szczególnym uwzględnieniem sztuki afrykańskiej (od 2015).
- Ekspert Komisji Europejskiej (od 2016).
- Członek sieci naukowej COST (od 2016).
- Członek Łódzkiego Towarzystwa Naukowego (od 2016)[9].
- Prodziekan ds. Studiów Niestacjonarnych, Podyplomowych i Współpracy z Zagranicą Wydziału Filozoficzno-Historycznego Uniwersytetu Łódzkiego (od 2016)[10].
- Członek Polskiej Rady Wydawniczej Interdyscyplinarnej Serii „Krótkie Wprowadzenie”, pisanej piórem ekspertów skupionych wokół Uniwersytetu Oksfordzkiego[11].
- Członek kolegium redakcyjnego półrocznika Katedry Historii Sztuki UŁ „TECHNE. Seria nowa”[12].

## Zorganizowane konferencje
- Międzynarodowa konferencja naukowa AFRICAN TRADITION – AFRICAN MODERNITY (19-20.11.2015)[13].
- Konferencja naukowa NIEPEŁNOSPRAWNI I SZTUKA (26-27.10.2017)[14].

## Wybrane publikacje
Monografie

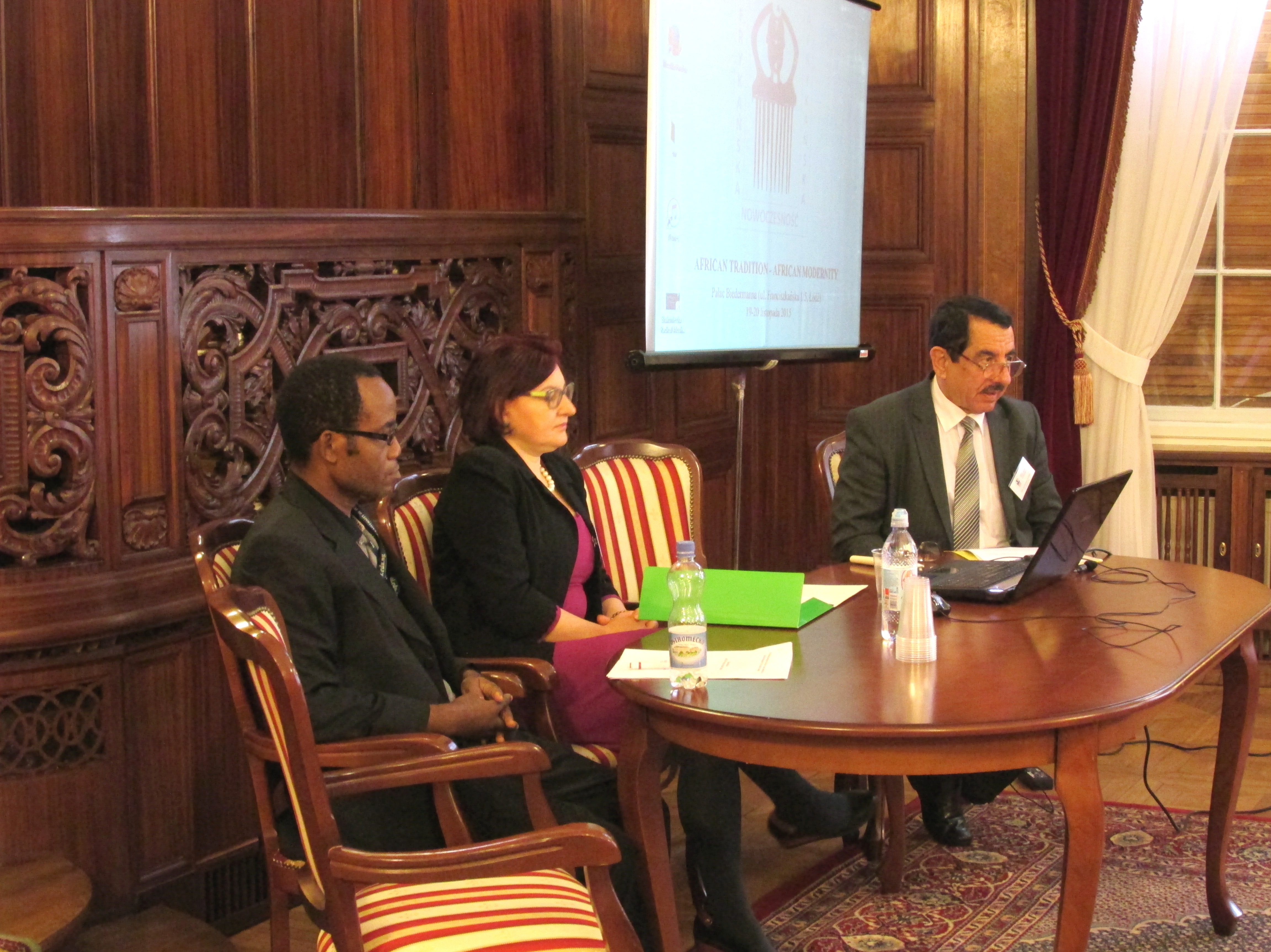
Międzynarodowa konferencja naukowa AFRICAN TRADITION – AFRICAN MODERNITY (Łódź, 19-20.11.2015, organizator: Aneta Pawłowska)

- Henryk Weyssenhoff (1859–1922) – zapomniany bard Białorusi, Wydawnictwo DIG, Warszawa 2006.
- Pro Arte. Monografia grupy warszawskich artystów 1922–1932, Wydawnictwo Neriton Warszawa 2006.
- Sztuka i kultura Afryki Południowej. W poszukiwaniu tożsamości artystycznej na tle przekształceń historycznych, Wydawnictwo Uniwersytetu Łódzkiego, Łódź 2013.
- Japonizm w sztuce modernizmu. Obrazy przepływającego świata, Wydawnictwo Uniwersytetu Łódzkiego, Łódź 2016 (A. Pawłowska, J. Niewiarowska-Kulesza).
- Audiodeskrypcja dzieł sztuki – metody, problemy, przykłady, Wydawnictwo Uniwersytetu Łódzkiego, Łódź 2016 (A. Pawłowska, J. Sowińska-Heim).
- Studia o sztuce polskiej XIX I XX wieku, Wydawnictwo Uniwersytetu Łódzkiego, Łódź 2017.

Redakcja monografii
- Acta Artis. Studia ofiarowane Profesor Wandzie Nowakowskiej, red. E. Jedlińska, A. Pawłowska, K. Stefański, Wydawnictwo Uniwersytetu Łódzkiego, Łódź 2016.
- Sztuka Afryki. Afrykańska tradycja – afrykańska nowoczesność, red. A. Pawłowska, J. Sowińska-Heim, Łódź 2016.
- Afryka i (post)kolonializm, red. A. Pawłowska, J. Sowińska-Heim, Łódź 2016.

Artykuły
- Grupa Pro Arte – prezentacja wstępna, „Acta Universitatis Lodziensis. Folia Historica” 2002, nr 74, s. 131–145.
- The Roots of Black Post-Apartheid Art in South Africa, „Art Inquiry” 2004, s. 81–104.
- O potrzebie tworzenia kolekcji sztuki afrykańskiej, w: Muzeum sztuki. Od Luwru do Bilbao, Katowice: Wydawnictwo Muzeum Śląskiego 2006, s. 272–281.
- The Past and Present in Gender Art of South Africa, “Africana Bulletin” 2006, nr 54, s. 147–168.
- The Female Art of South Africa and the Second Wave of Neo-Feminism, „Art Inquiry” 2006, s. 55–82.
- Inspiracje kulturą Afryki w malarstwie europejskim pierwszej połowy XX wieku, „Afryka” nr 25, Warszawa 2007, s. 71–90.
- Aesthetics and Art in Africa: Conceptual Clarification, Confusion or Colonization?, „Art Inquiry”, vol. IX, Łódź 2007, s. 271–291.
- Przemiany w tradycyjnej estetyce afrykańskiej i jej relacje z kulturą europejską, [w:] Wizje i Re-wizje. Wielka Księga Estetyki w Polsce, red. K. Wilkoszewska, Kraków 2007, s. 181–192.
- Zjawisko akulturacji na przykładzie ze sztuki południa Afryki, [w:] Afryka na progu XXI wieku. Kultura i społeczeństwo, red. J. Pawlik, M. Szupejko, Warszawa 2009, s. 165–178.
- Polska rzeźba pomnikowa po II wojnie światowej, jako wyraz mecenatu państwa, [w:] Sztuka w kręgu władzy. Ogólnopolska Sesja Naukowa Stowarzyszenia Historyków Sztuki, 13–15 listopada 2008, Toruń, red. E. Pilecka, K. Kluczwajd, Warszawa 2009, s. 351–366.
- The Influence of the Existence of Slavery On the Depiction of the Black Man in Fine Arts, [w:] Rhythms and Steps of Africa, red. W. Mond-Kozłowska, Kraków 2011, s. 254–263.
- European Art: The Definition of Art, w: European culture in diversity, red. K. Kujawińska-Courtney, M. Łukowska, E. Williams, Newcastle 2011, s. 107–124.
- Południowa Afryka królestwo złota i diamentów i jego ikonografia, [w:] Stare i nowe mocarstwa w Afryce stygmaty kulturowe, religijne, polityczne, ekonomiczne i społeczne, red. A. Żukowski, Forum Politologiczne, t. 13, Olsztyn 2012, s. 575–596.
- „Why do we need art history?” In the 21st century – in the context of the 20th century history of the discipline, [w:] Creativity and Innovation in Business and Education, red. J. Bieńkowska, Łódź 2015.
- Johannesburg Art Gallery in the context of racial transformation in South Africa, „CoCAin... Review of Contemporary Art Centers & Museums”, no. 7, September 2015, s. 64–67.
- South African museums. Representation and identity, [w:] African Studies. Forging New Perspectives and Directions, red. N. Pawlak, H. Rubinkowska-Anioł, I. Will, Warsaw 2016, s. 216–230.
- Kontrowersje wokół estetyki afrykańskiej, [w:] Małe. Ukryty świat Afryki, red. M. Banaś, E. Łubińska, Kraków 2016, s. 9–13.
- Gender and Eroticism in Contemporary Art from South Africa, „Werkwinkel. Journal of Low Countries and South African Studies” 2017, (12)1, 7-28.
- Estetyczne odkrywanie sztuki naskalnej Afryki Południowej – perspektywa artystyczna, [w:] Sztuka naskalna. Polskie doświadczenia badawcze, red. A. Rozwadowski, Toruń 2017, s. 303–322.

Artykuły poświęcone audiodeskrypcji
- Sztuka audiodeskrypcji – audiodeskrypcja sztuki – koncepcja nowej metody z zakresu upowszechniania sztuk wizualnych, [w:] Twórczość, uniwersytet, pasja… O zaangażowaniu w dydaktyce, red. K. Klimczak, J. Płuciennik, Łódź 2015, s. 49–63.
- Audio-Description as the Guiding-Point for the Blind People to the World of Art and Architecture in the Context of the European Union, [w:] EU Association Agreement: Legal, Political and Economic Aspects, International Scientific Conference, 11th -12th November, 2016, s. 98–107.
- Multisensoryczna percepcja architektury. Audiodeskrypcja wnętrz pałacu Izraela Poznańskiego w świetle aktualnych doświadczeń europejskich, [w:] Historia – Konserwacja – Rewitalizacja. Funkcjonowanie rezydencji regionu łódzkiego w kontekście doświadczeń europejskich, red. T. Bernatowicz, P. Gryglewski, K. Stefański, s. 191–206 (A. Pawłowska, J. Sowińska-Heim).
- Niewidomi w świecie sztuki. Pozawizualna percepcja dzieł plastycznych, [w:] Sztuka Polski Środkowej. Studia VI, red. P. Gryglewski, A. Barczyk, Łódź 2016, s. 233–242 (A. Pawłowska, J. Sowińska-Heim).
- Usłyszeć obraz – koncepcja audiodeskrypcji Sali Neoplastycznej w Muzeum Sztuki w Łodzi, [w:] Dostrzec więcej. Wybrane zagadnienia wizualizacji danych w badaniach nad dziedzictwem kulturowym, red. J. Kolenda, A. Seidel-Grzesińska, Wrocław 2016, s. 43–63 (A. Pawłowska, A. Wendorff).